# 15265 Ernsting
15265 Ernsting (1990 TG13) là một tiểu hành tinh vành đai chính được phát hiện ngày 12 tháng 10 năm 1990 bởi L. D. Schmadel và F. Borngen ở Tautenburg.